# Stéphane Barthe
Stéphane Barthe (Ermont, 5 dicembre 1975) è un ex ciclista su strada francese, professionista dal 1996 al 2005..
Si aggiudicò i Campionati francesi di ciclismo su strada nel 1997.

## Carriera
Stéphane Barthe iniziò la sua carriera professionale nel 1996 nella squadra Casinò, l'anno successivo si laureò campione francese su strada; ottenne altre due affermazioni in quella stagione e concluse al secondo posto sia la Kuurne-Bruxelles-Kuurne, dietro Johan Museeuw, che il Tour du Poitou-Charentes et de la Vienne.
A fine stagione viene selezionato dal commissario tecnico della nazionale Charly Mottet per partecipare ai fortunati Campionati mondiali di San Sebastian, che si concluderanno con la vittoria del compagno Laurent Brochard.
Nel 1998, partecipò al suo primo Grande giro, il Tour de France, piazzandosi terzo nella tappa con arrivo a Cap d'Agde, battuto in volata da Tom Steels e François Simon.
Dopo cinque stagioni nella Casinò (nel frattempo diventata Ag2r) nel 2001 si accasò all'US Postal Service ma andò incontro ad una stagione sfortunata condizionata anche da un infortunio rimediato a seguito di una caduta alla Quatre Jours de Dunkerque.
Torna alla vittoria l'anno successivo dopo essersi accasato alla Saint-Quentin-Oktos, formazione di seconda fascia, conquistando una frazione del Tour de Beauce in Canada; nel 2003 sarà secondo ai Campionati francesi nella prova a cronometro dietro Eddy Seigneur.
Nel 2004 non riuscendo a trovare un contratto tra i professionisti veste i colori di una squadra amatoriale ma il 13 agosto viene reingaggiato dalla sua precedente formazione con la quale conquista la classifica generale del Tour du Poitou-Charentes et de la Vienne.
Anche nel 2005 non riesce a trovare un contratto fra i professionisti e veste nuovamente la maglia di una formazione amatoriale, con la quale vince diverse corse.
In questa stagione partecipa comunque ai campionati nazionali a cronometro concludendoli al quarto posto; tuttavia, non riuscendo a rientrare nel giro dei professionisti, decide di ritirarsi definitivamente.

## Palmarès
- 1994 (Under-23, una vittoria)

Classifica generale Boucles Nationales du Printemps
- 1996 (Casinò, due vittorie)

Manche-Atlantique
8ª tappa Tour de Bretagne
- 1997 (Casinò, tre vittorie)

Campionati francesi, Prova in linea
Grand Prix du Nord - Pas de Calais
1ª tappa Critérium International
- 1998 (Casinò, due vittorie)

1ª tappa Setmana Catalana de Ciclisme (Lloret de Mar > Lloret de Mar)
3ª tappa, 2ª semitappa Tour de l'Oise (Beauvais > Creil)
- 1999 (Casinò, tre vittorie)

1ª tappa Critérium International (Mazan > Beaumes-de-Venise)
3ª tappa Quatre Jours de Dunkerque (Boulogne-sur-Mer > Béthune)
3ª tappa Tour du Poitou-Charentes et de la Vienne (Neuville > Parthenay)
- 2002 (Saint-Quentin-Oktos, una vittoria)

4ª tappa Tour de Beauce (Saint-Georges > Mont Mégantic)
- 2004 (U.S. Montauban/Oktos-Saint-Quentin, due vittorie)

Boucles du Tarn
Classifica generale Tour du Poitou-Charentes et de la Vienne
- 2005 (Oddass-Diemme-A.C. Val d'Oise, cinque vittorie)

Ronde du Canigou
Les Boucles du Canton de Picquigny
3ª tappa Tour du Loiret
Classifica generale Tour du Loiret
4ª tappa Tour de Franche-Comté

### Altri successi
- 1997 (Casinò, due vittorie)

Classic de l'Indre - Châteauroux (criterium)
Lisieux (criterium)
- 1998 (Casinò, una vittoria)

Nocturne d'Aubervilliers (criterium)
- 1999 (Casinò, una vittoria)

Toulouse (criterium

## Piazzamenti

### Grandi giri
- Tour de France

1998: ritirato (alla 17ª tappa)
1999: ritirato (alla 15ª tappa)
- Vuelta a España

1997: ritirato (alla ? tappa)

### Classiche monumento
- Milano-Sanremo

1997: 48º
1999: 71º
2000: 78º
Giro delle Fiandre
1997: 92º
1999: 55º
- Parigi-Roubaix

1997: 56º
1999: 61º

### Competizioni mondiali
- Campionati mondiali

San Sebastian - In linea élite: ritirato